# Chlorida festiva
Chlorida festiva är en skalbaggsart som först beskrevs av Linne 1758.  Chlorida festiva ingår i släktet Chlorida och familjen långhorningar.
Artens utbredningsområde är:
- Kuba.
- São Tomé och Príncipe.
- Guyana.
- Haiti.
- Honduras.
- Guadeloupe.
- Montserrat.
- Nicaragua.
- Surinam.
- Uruguay.
- Venezuela.
- Dominica.
- Martinique.

Inga underarter finns listade i Catalogue of Life.

## Bildgalleri

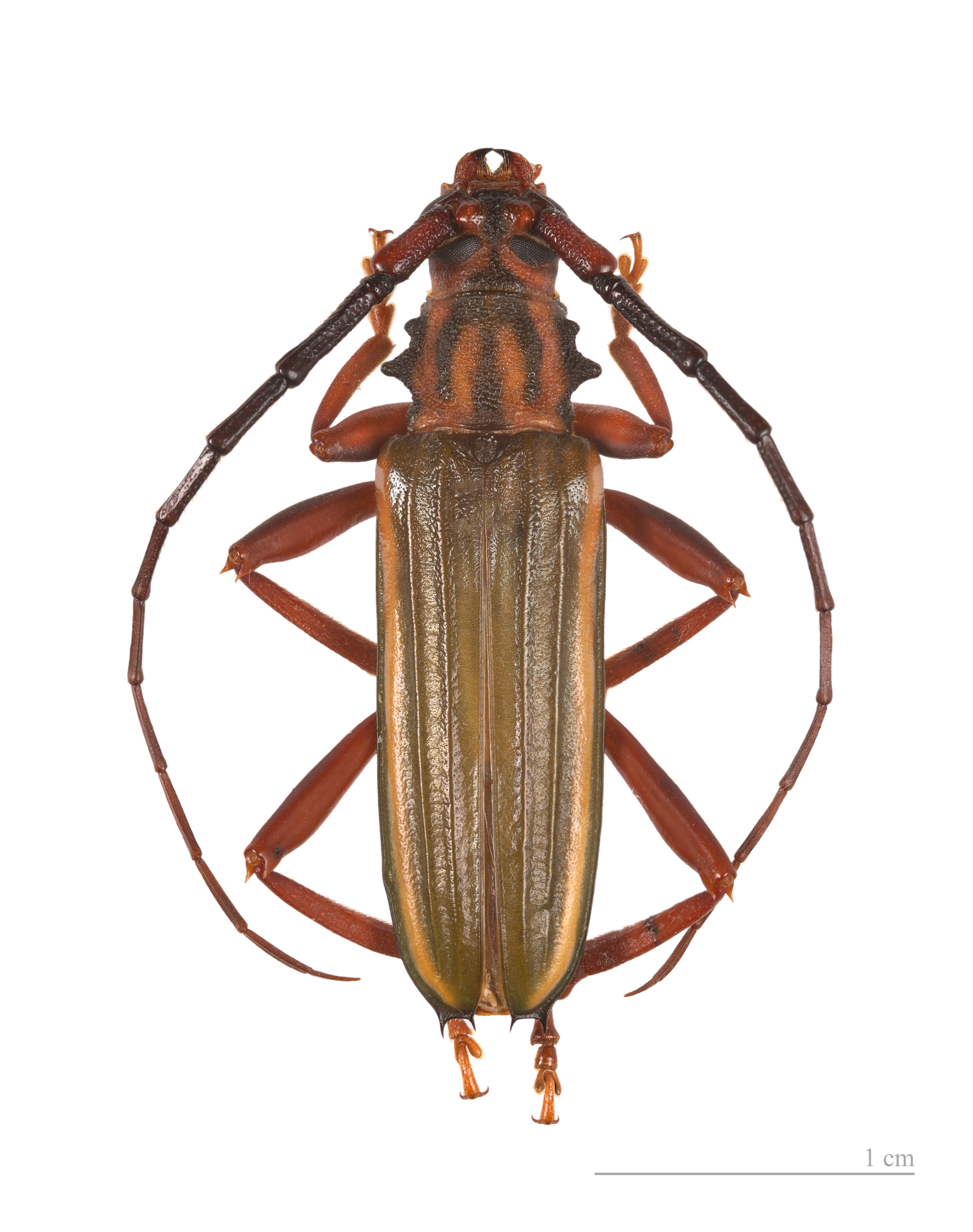